# El Chilar, Candelaria Loxicha
El Chilar är en ort i Mexiko.   Den ligger i kommunen Candelaria Loxicha och delstaten Oaxaca, i den sydöstra delen av landet, 500 km sydost om huvudstaden Mexico City. El Chilar ligger 362 meter över havet och antalet invånare är 307.
Terrängen runt El Chilar är kuperad åt nordväst, men åt sydost är den platt. Terrängen runt El Chilar sluttar söderut. Runt El Chilar är det ganska tätbefolkat, med 86 invånare per kvadratkilometer. Närmaste större samhälle är San Pedro Pochutla, 10,9 km sydost om El Chilar. Omgivningarna runt El Chilar är en mosaik av jordbruksmark och naturlig växtlighet.